# Adia Victoria

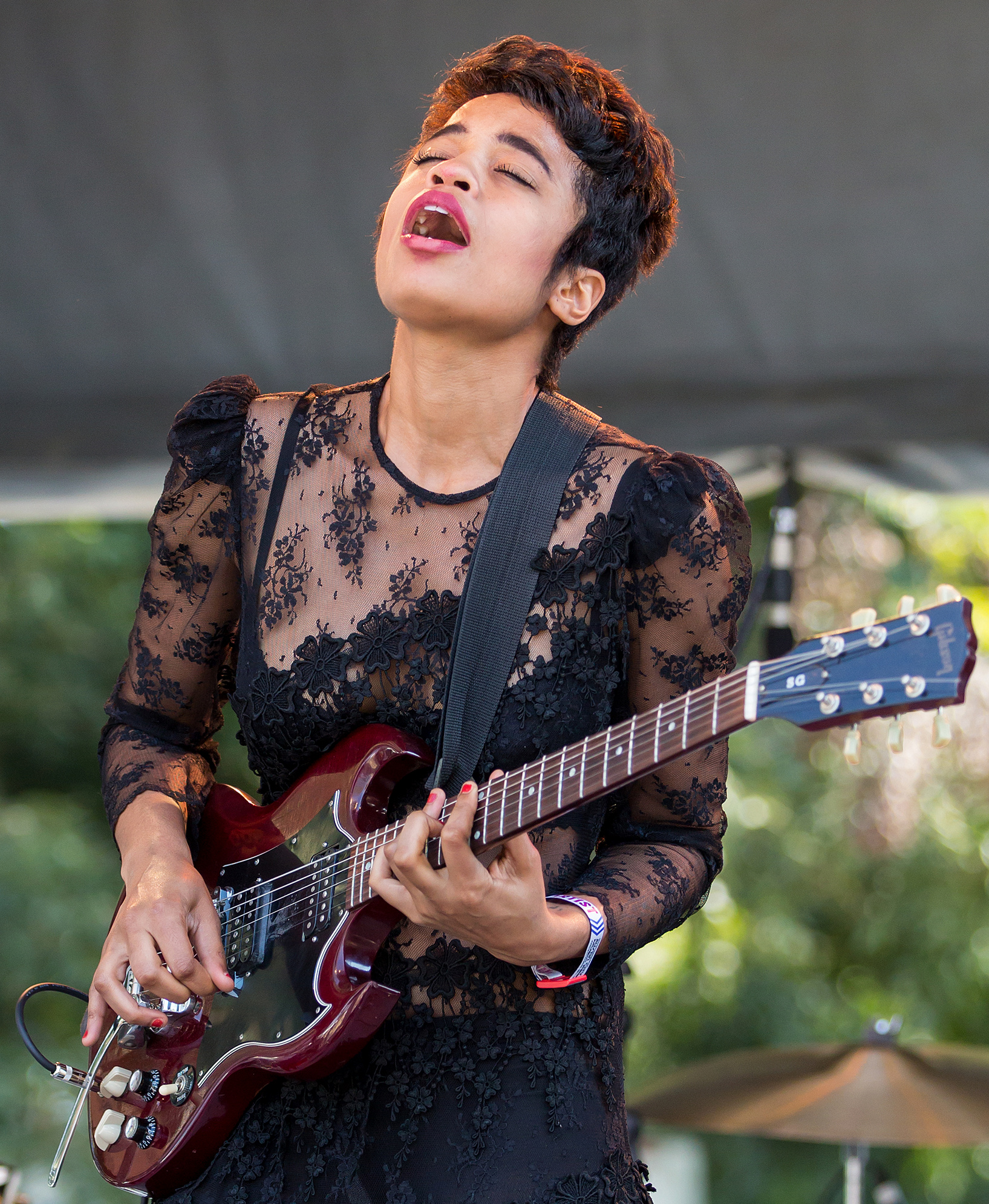
Adia Victoria

Adia Victoria (* 22. Juli 1986) ist eine amerikanische Sängerin und Songwriterin, deren Stil gern als „Gothic Blues“ bezeichnet wird. Sie betätigt sich überdies als Schriftstellerin.

## Leben
Adia Victoria wurde in Spartanburg, South Carolina als eines von fünf Geschwistern geboren. Ihr Vater stammt aus Trinidad. Nach der Scheidung ihrer Eltern begann Victoria mit dem Schreiben von Gedichten und Kurzgeschichten um die Scheidung ihrer Eltern zu verarbeiten.
Nach Beendigung der High School, lebte sie zeitweise in New York bevor sie 2007 nach Atlanta zog. Zu ihrem 21. Geburtstag bekam sie eine Gitarre und begann sich mit Blues zu beschäftigen. 2010 zog Victoria nach Nashville. In Nashville legte sie den GED ab und lernte im College Französisch. Zu dieser Zeit begann sie in Nashville aufzutreten. 2016 trat sie beim South by Southwest Festival auf. Sie lebt derzeit in Nashville, Ts.

## Werk
Victorias erste Veröffentlichung war die Single „Stuck In the South“. Der Rolling Stone beschrieb sie als wenn „PJ Harvey Loretta Lynn auf einem gespenstischen Debutanten Ball covern würde“.
Ihr erstes Album, Beyond the Bloodhounds, wurde von Roger Moutenot produziert Der Name des Albums bezieht sich auf die Autobiographie Incidents in the Life of a Slave Girl von Harriet Jacobs. Moutenot arbeitete zuvor schon mit Yo La Tengo und produzierte ebenfalls ihre erste Single. Französische Einflüsse sind auf der EP „How It Feels“ von 2017 hörbar, auf der sie u. a. Lieder von Serge Gainsbourg und Françoise Hardy covert. 2019 erschien ihr zweites Album Silences, co-produziert von Aaron Dessner von The National. Im gleichen Jahr gab sie auch ihre ersten Konzerte in Deutschland. 2020 veröffentlichte sie unter dem Eindruck fortgesetzten Rassismusses in den USA und insbesondere in den Südstaaten die Single „South Gotta Change“. Dieses Werk wurde von T Bone Burnett produziert.

## Diskographie

### Studioalben
- Beyond the Bloodhounds (2016)[13]
- Silences (2019)
- A Southern Gothic (2021)

### EPs
- Sea of Sand EP (2014)[6]
- How It Feels EP (2017)
- Baby Blues EP (2017)

### Singles
- „Lonely Avenue“
- „Dead Eyes“
- „Out Of Love“
- „Mortimer’s Blues“
- „Sea Of Sand“
- „And Then You Die“
- „Howlin’ Shame“
- „Horrible Weather“
- „Head Rot“
- „Invisible Hands“
- „Stuck in the South“[11]
- „Mexico Blues“
- „Different Kind of Love“ (2019) – No. 15 Adult Alternative Songs[19]
- „South Gotta Change“ (2020)

### Beiträge auf Compilations
- „La pour ça“ Standing At The Gates, The Songs of Nada Surf's Let Go
- „Backwards Blues“ 30 Days, 30 Songs (Now called 1,000 Days 1,000 Songs) Day 10, Song 11[20]
- „7th Amendment (Caravan)“ 27 The Most Perfect Album
- „Detroit Moan“ An exclusive unreleased Victoria Spivey cover posted on Rookiemag.com in 2016. Link is still valid in 2019.[21]